# 假苇拂子茅
假苇拂子茅（学名：Calamagrostis pseudophragmites）为禾本科拂子茅属下的一个种。